# مطار لومي
مطار لومي الدولي (بالفرنسية: Aéroport international de Lomé-Tokoin) (إياتا: LFW، إيكاو: DXXX) هو مطار يخدم لومي عاصمة توغو. ويعتبر مركز العمليات الرئيسي لشركة خطوط أسكي الجوية.

## تاريخ
في سنة 2016 تم إفتتاح محطة إركاب جديدة.

## شركات الطيران والوجهات
| شركـات طيـران           | الوجهات |
| ----------------------- | --- |
| بوركينا للطيران         | مطار كوتونو، مطار واغادوغو |
| إير كوت ديفوار          | مطار أبيدجان الدولي |
| الخطوط الجوية الفرنسية  | مطار ديوري حماني، مطار باريس شارل ديغول |
| أسكاي                   | مطار أبيدجان الدولي، مطار نامدي أزيكيوي الدولي، مطار كوتوكا الدولي، مطار باماكو موديبو كيتا الدولي، مطار بانغي مبوكو الدولي، مطار بانجول الدولي، مطار أوزفالدو فييرا الدولي، مطار مايا مايا، مطار كوناكري الدولي، مطار كوتونو، مطار بليز دياغني الدولي، مطار دوالا الدولي، مطار فريتاون الدولي، مطار أوليفر ريجنالد تامبو (معلقة)، مطار ندجيلي، مطار مورتالا محمد الدولي، مطار ليون مبا الدولي، مطار كواترو دي فيفيريرو (تبدأ في 2 أغسطس 2023)، مطار روبرتس، مطار انجمينا الدولي، مطار ديوري حماني، مطار واغادوغو، مطار بوانت نوار، مطار نيلسون مانديلا الدولي، مطار ساو تومي، مطار ياوندي |
| خطوط بروكسل الجوية      | مطار بروكسل الدولي |
| سيبا إنتركونتيننتال     | مطار مالابو |
| الخطوط الجوية الإثيوبية | مطار أديس أبابا بولي الدولي، مطار نيوآرك ليبرتي الدولي، مطار واشنطن دولس الدولي |
| الخطوط الملكية المغربية | مطار محمد الخامس الدولي |